# 内藤正寿
内藤 正寿（ないとう まさひさ）は、江戸時代中期の信濃国岩村田藩の世嗣。官位は無し。

## 略歴
宝暦4年（1754年）、3代藩主・内藤正弼の長男として誕生。妻子は無し。
岩村田藩の嫡子だったが、叙任することなく、家督相続以前の明和6年（1769年）6月12日に父に先立って死去した。享年16。
代わって、次弟・正興が岩村田藩の嫡子となった。